# Каларашовка
Каларашовка (рум. Călărăşeuca) — село в Молдові в Окницькому районі. Розташоване на правому березі річки Дністер. Адміністративний центр однойменної комуни, до складу якої також входить село Березовка.

## Історія
Згідно зі статистичним словником Бессарабії, що виданий в 1923 році, Каларашовка Була заснована в 1622 році каларашами - господарськими слугами в Молдавському князівстві, які користувалися деякими привілеями, у тому числі і податковими пільгами.
Старих документів, що відносяться до Каларашовки, збереглось дуже мало. Вони в основному пов'язані з монастирем святого Сави та вотчинами навколо нього. 9 грудня 1755 господар Матей Гика наказав брати податок з вотчин монастиря святого Сави, у тому числі з Каларашовки по 100 леїв.
Згідно з переписом, проведеним російською владою в 1817 році Каларашовка входила до складу Сороцького цинуту. В ній був один священик, один диякон і один пономар. Із нижчих прошарків - 64 хазяїна, 5 вдів і 4 бурлаки. Всього 71 чоловік і 6 жінок. Зареєстровані були лише жінки-землевласники. Помістя Каларашовка належало монастирю святого Сави і мало 30 фалче сінокосу, 150 фалче пасовищ, 50 фалче орної землі. 50 фалче займало саме село.
В 1829 році в Каларашовці нараховувалось 14 чоботарів, 1 муляр, 3 чинбаря і 2 колесника. В 1859 році в селі було 105 будинків, 339 чоловіків та 339 жінок.
В 1900 році Міністерство народної освіти Росії дає дозвіл на відкриття в Сороцькому повіті, у тому числі і в Каларашовці, десяти однокласних училищ. Кошти на їх будівництво варто було брати з доходів монастирів, що мали помістя в Бессарабській губернії. В квітні 1902 року Міністерство внутрішніх справ Росії виділяє 36 370 рублів з доходів володінь закордонних монастирів на будівництво лікарень в Каларашовці і Вадул-Рашкові Сороцького повіту.
Згідно з «Географічним словником Бессарабії» 1904 року Каларашовка входила в Аріонештську волость Сороцького повіту. В селі було 188 будинків, 1020 душ селян, православна церква, однокласна російська школа, 58 вуликів, 520 голів скотини.
В довідковій книзі Кишинівської єпархії 1915 року сказано: «Каларашовка. 192 верстви до Кишинева. Церква Св. Миколи. Населення молдавське: 718 чоловіків, 675 жінок. Телефон в земській лікарні, Церковно-приходська школа, 66 учнів. Є церковний хор.

## Археологія
Півкілометра на схід від Каларашовки розташоване селище Каларашовка I. Воно знаходиться на березі Дністра, на мисі трикутної форми, що утворився на місці впадіння в Дністер потоку Пиреул-Минестірій. Через територію колишнього поселення проходить шосейна дорога Каларашовка - Атаки. На цьому місці на поверхні землі і в обриві берегу потоку були знайдені шматки обпаленої глини, фрагменти глиняного посуду, кістки тварин, деревне вугілля та ін. За цими матеріалами було встановлено, що тут протягом тривалого часу знаходилось декілька поселень. Найбільш давнє поселення відноситься до буго-дністровської культури епохи неоліту і датується кінцем V тис. до н.е. - першою половиною IV тис. н.е. Тут виникло поселення трипільської культури. В другій половині III тис. до н.е. на цьому місці було засноване друге поселення трипільської культури. В VIII—VI століттях до н.е. на березі Дністра виникло фракійське поселення. Є ознаки, що в давнину тут ховали померших, проте встановити час захоронень поки що не вдалось.

## Населення

### Національності
Національний склад села згідно перепису населення 2014 року:
| національності  | кількість осіб | частка, % |
| --------------- | -------------- | --------- |
| українці        | 1808           | 86,18     |
| молдовани       | 177            | 8,44      |
| росіяни         | 72             | 3,43      |
| цигани          | 16             | 0,76      |
| інші/не вказали | 25             | 1,19      |

### Мови
Повсякденна мова мешканців села (2014, %):
| мови                 | кількість осіб | частка, % |
| -------------------- | -------------- | --------- |
| українська           | 1833           | 87,37     |
| російська            | 127            | 6,05      |
| молдовська/румунська | 89             | 4,24      |
| циганська            | 16             | 0,76      |
| не вказали           | 33             | 1,57      |

## Спорт
В селі на місцевому стадіоні проводить домашні матчі Чемпіонату Молдови футбольний клуб Ністру (Атаки).

## Визначні місця
- Каларашовський Свято-Успенський жіночий монастир

## Галерея

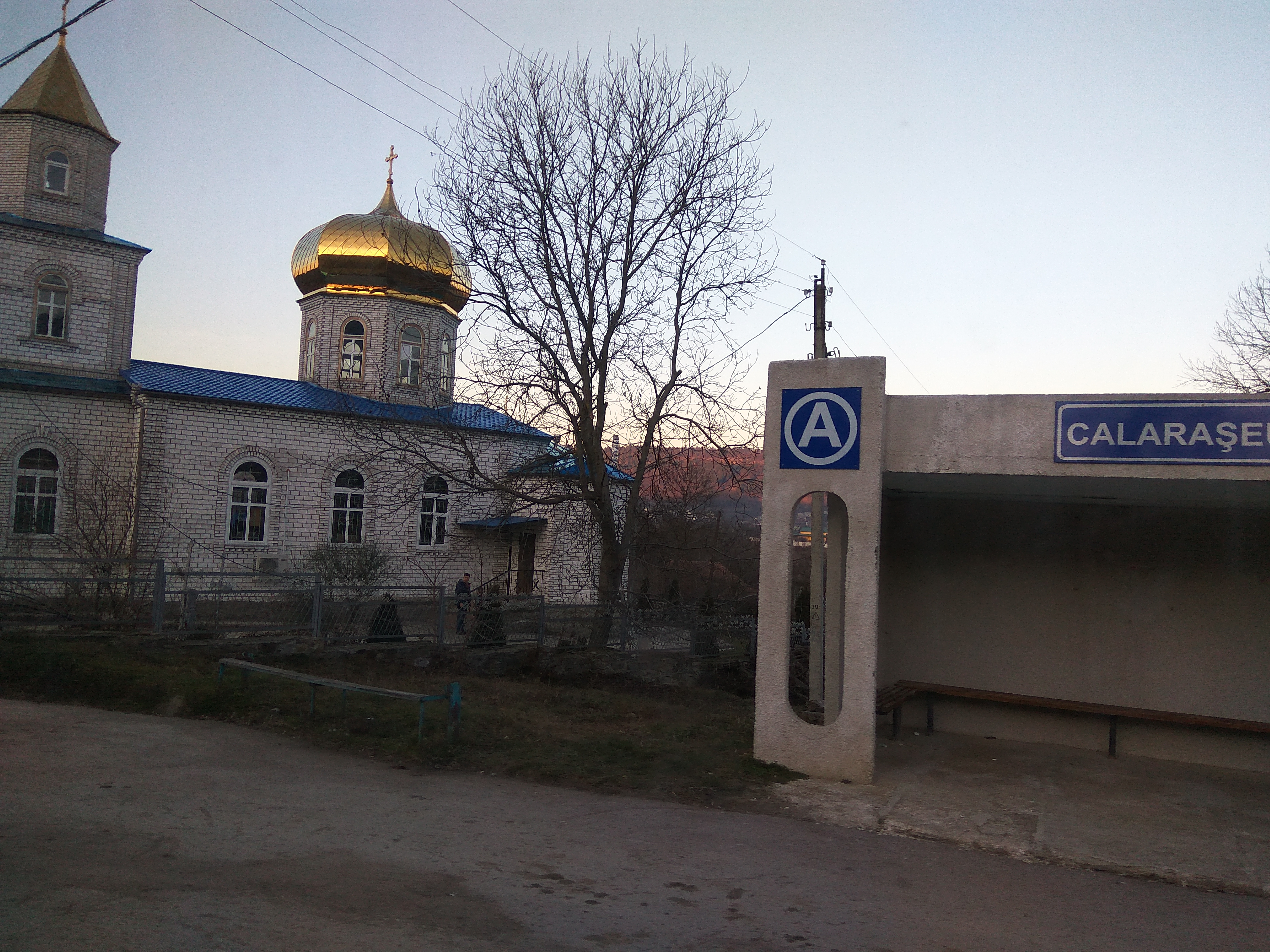
Церква і автобусна зупинка
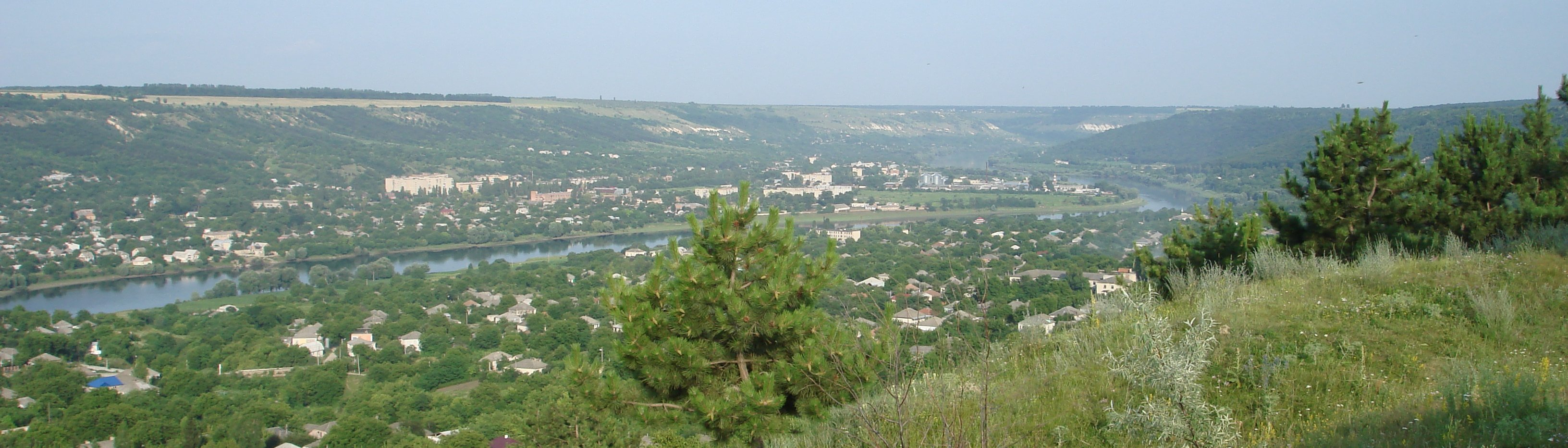
Дністер у районі Каларашовки та Атак